# Cytogloeum tiliae
Cytogloeum tiliae är en svampart som beskrevs av Petr. 1925. Cytogloeum tiliae ingår i släktet Cytogloeum, divisionen sporsäcksvampar och riket svampar.   Inga underarter finns listade i Catalogue of Life.